# Liste reali
Le liste reali sono elenchi di sovrani presenti in un certo numero di culture antiche.

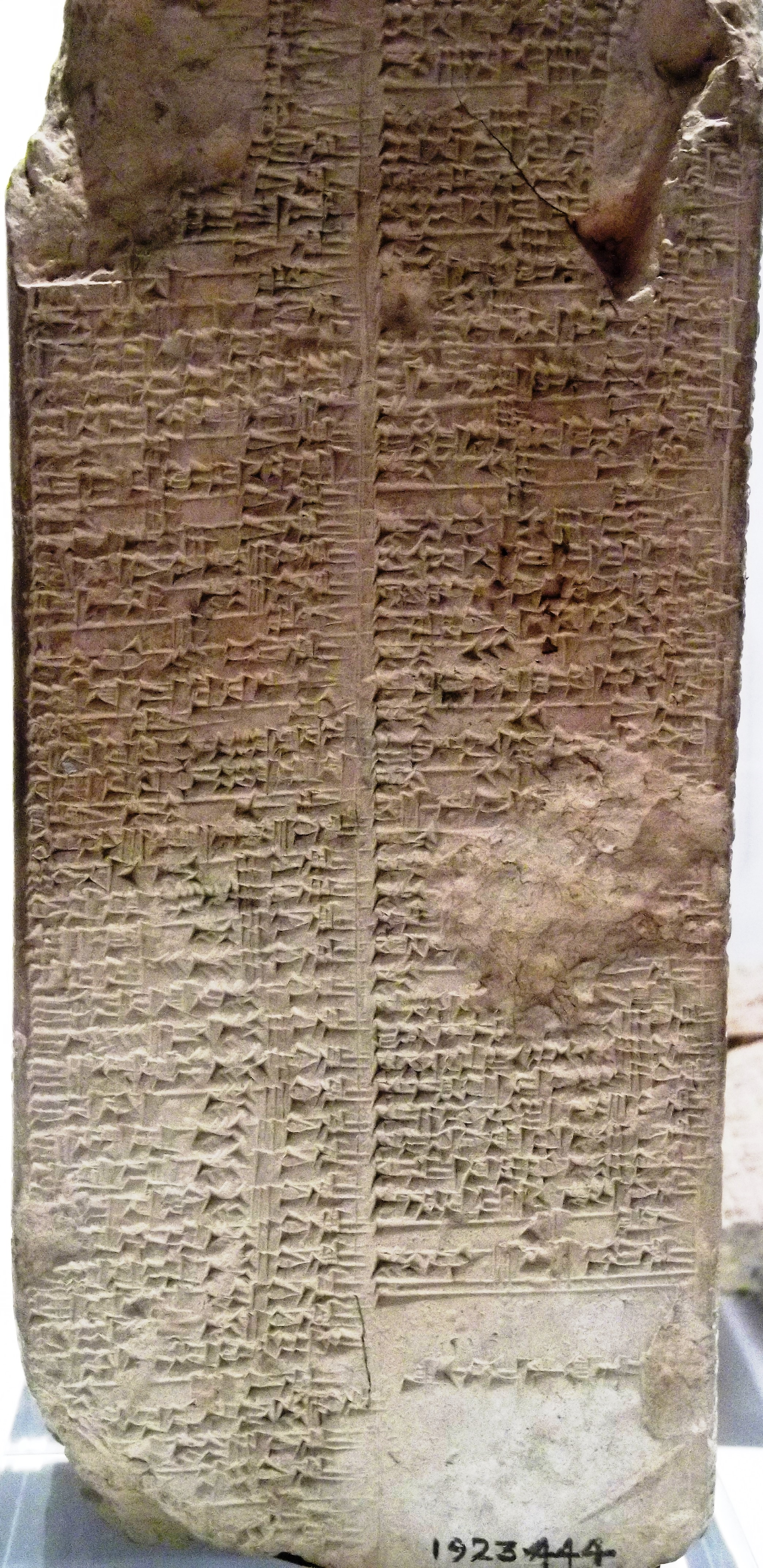
La Lista reale sumerica (Ashmolean Museum di Oxford).

Si tratta di documenti che riportano un'enumerazione cronologica dei re, a volte completata da dati complementari come la durata del loro regno, con chi erano imparentati e un breve commento sulla loro vita. Un nome sulla lista di un re è a volte il solo elemento riportato, soprattutto per i periodi più antichi della lista. Liste reali sono note per i Sumeri, gli Egizi, gli Assiri e i Babilonesi, tra gli altri. Per gli ultimi due popoli, si conosce anche una lista (la cosiddetta Lista sincronica), in cui i re di entrambi gli imperi sono elencati con il loro omologo coevo nell'altro impero.
Nonostante molte imprecisioni, lacune e contraddizioni nei dettagli, le varie liste e le informazioni che collegano le liste fra loro, come le lettere di Amarna, si accordano ragionevolmente bene tra loro. Le liste reali sono considerate fondamentali per lo sviluppo delle cronologie dell'antichità.

## Sumeri
Le più antiche informazioni cronologiche sotto forma di lista reale provengono da Sumer. La lista reale sumera differisce dalle altre liste perché Sumer era un insieme di città-stato piuttosto che un impero unificato. Cita quindi dinastie di diverse città che si sovrappongono parzialmente nel tempo. L'inizio della lista menziona re pre-alluvione con regni particolarmente lunghi, alcuni addirittura della durata di migliaia di anni.

## Assiri

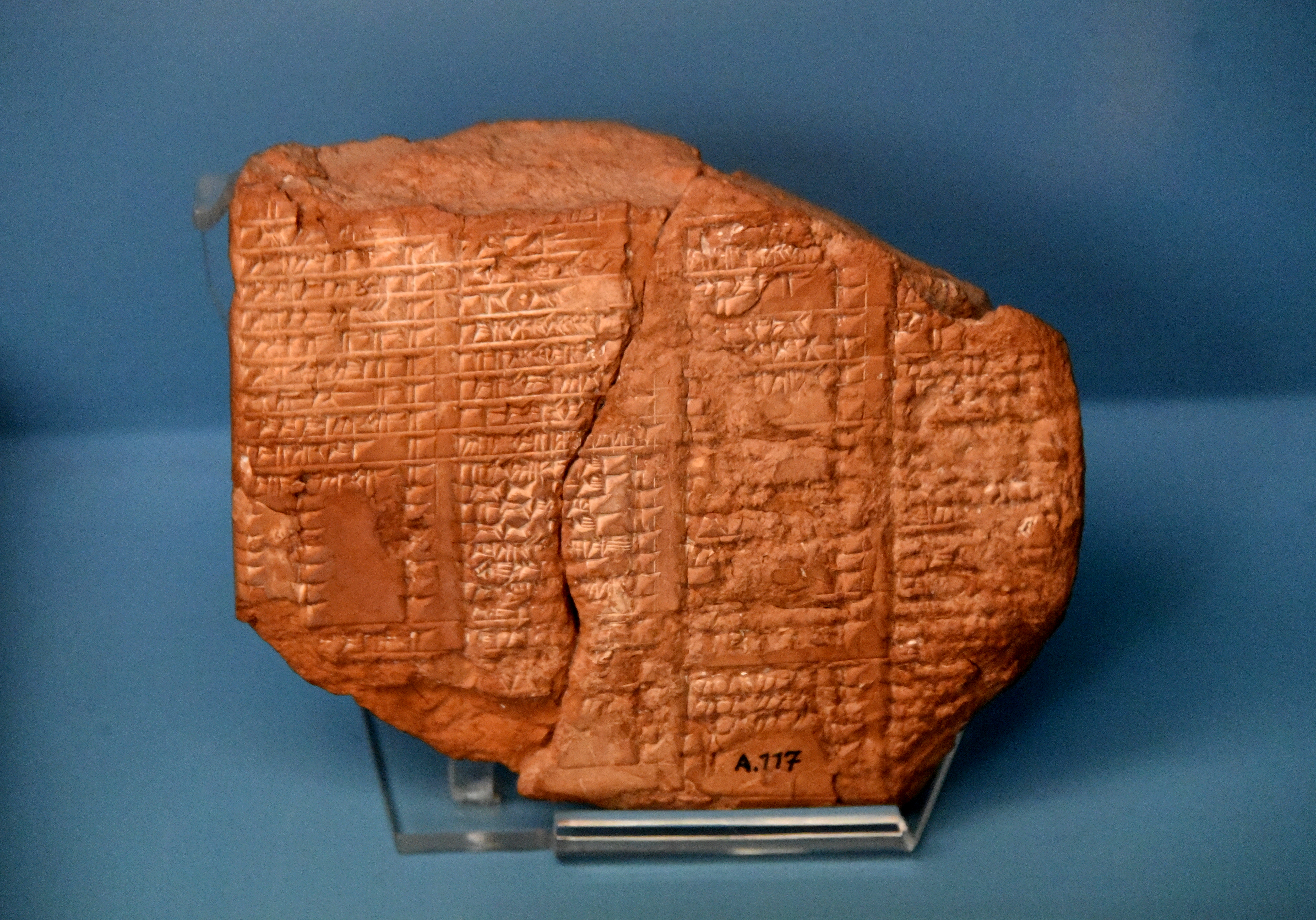
La Lista reale assira proveniente da Assur (Ancient Orient Museum, Istanbul).

### Lista di Nassouhi
La più antica versione della lista reale assira risale al X secolo a.C., fu pubblicata da Essad Nassouhi nel 1927 ed è nota come Lista di Nassouhi. Benché più antica, non è necessariamente la più affidabile, e la tavoletta che la contiene è deteriorata.

### Lista di Khorsabad
Una versione più tarda (738 a.C.), nota come KhKL (Khorsabad King List) fu reperita a Khorsabad nel 1932. Fu pubblicata nel 1954 da I. J. Gelb insieme a un altro elenco più o meno contemporaneo, detto SDAS (Seventh Day Adventist Seminary). La tavoletta era in possesso di una famiglia che l'aveva acquistata a Mosul anteriormente alla prima guerra mondiale, e aveva raccolto polvere tutto il tempo. Oltre a queste tre liste più o meno complete, sono stati reperiti frammenti provenienti da altri due.

### Lista sincronica assiro-babilonese
Un tipo speciale di lista è rappresentato dalla Lista sincronica (A.117 = Assur 14616c), poiché contiene l'elenco tanto dei re assiri quanto dei vicini babilonesi e indica quelli tra loro contemporanei. È databile alla prima metà del I millennio a.C.  Esiste anche una Cronaca P impostata allo stesso modo. Queste cronache sono particolarmente interessanti perché rendono possibile sincronizzare reciprocamente le liste reali delle due nazioni.

### Lista dei re di Aššur
L'impostazione della lista dei re di Aššur si basa su una combinazione delle diverse liste integrate da altre informazioni, in particolare quelle delle liste degli eponimi di ogni anno che – verosimilmente dal tempo di Erišum I nel 1974 a.C. – erano tenute per ciascun re. Prima dell'epoca assira antica, queste liste provengono soprattutto da Kaniš.

## Babilonesi

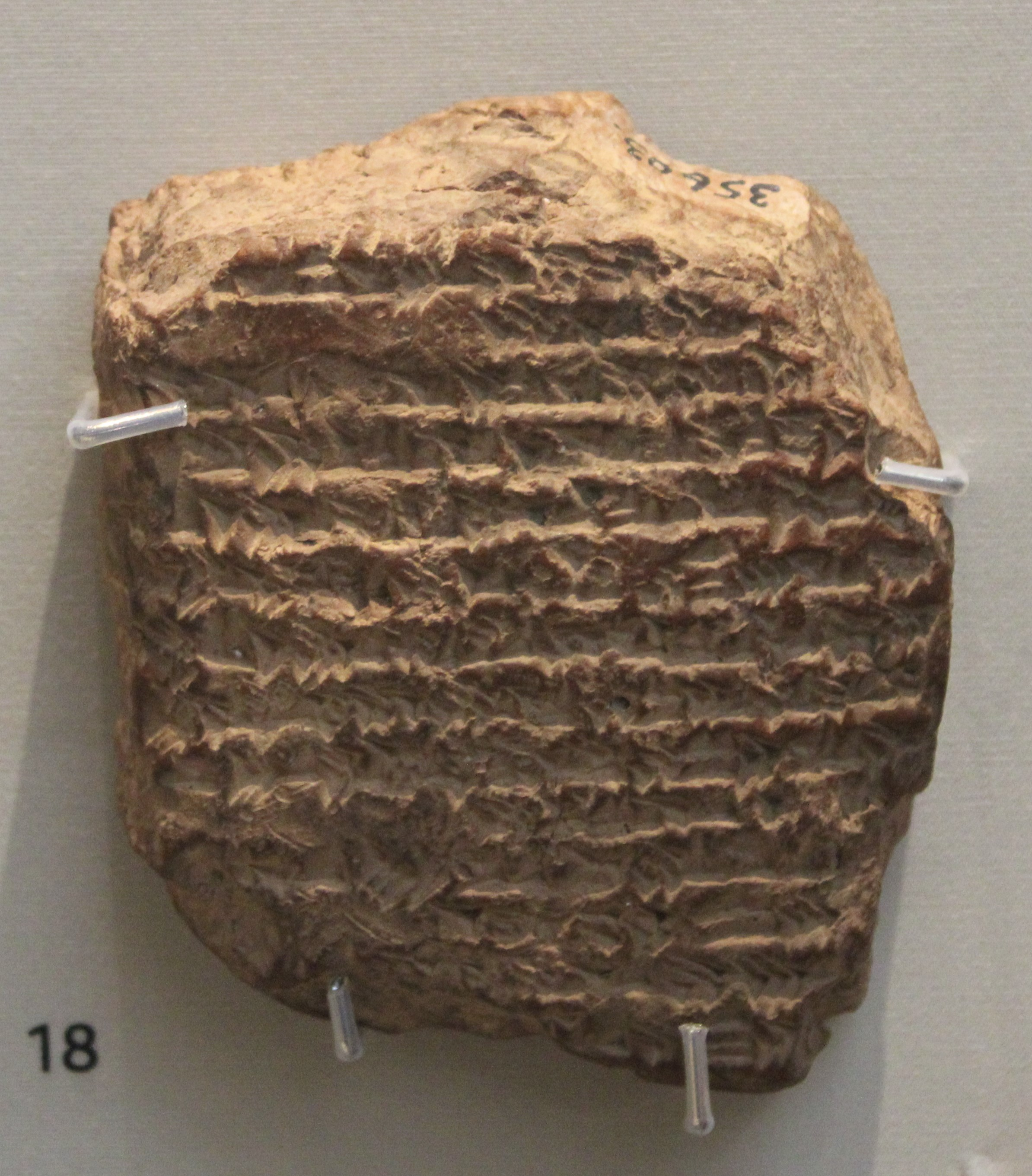
La Lista reale ellenistica (British Museum di Londra).

### Lista reale A
Si tratta di una tavoletta di argilla di età caldea, conservata al British Museum (BM 33332), con inciso il testo in caratteri cuneiformi, rinvenuta da Hormuzd Rassam. Il testo presenta la lista dei re babilonesi dall'inizio della prima dinastia, del XIX secolo a.C., fino agli ultimi re babilonesi del VII secolo a.C., includendo eventi e figure storiche in relazione con contesti anche più ampi della sola Mesopotamia. Per questi motivi, la Lista reale A rappresenta una delle più importanti fonti non solo per la cronologia di Babilonia, ma anche per la cronologia della Bassa Mesopotamia e di tutto il Vicino Oriente antico del II e del I millennio a.C.

### Lista reale B
La tavoletta di epoca neobabilonese, anche questa conservata al British Museum (BM 38122), elenca i re delle prime due dinastie babilonesi (dal 1894 al 1475 a.C.) e indica il numero di anni dei regni della sola prima dinastia.

### Lista reale C
Tavoletta di epoca neobabilonese, elenca i primi sette re della Seconda dinastia di Isin (1153-1065 a.C.) e la durata dei loro regni. Si tratta probabilmente di copia di un testo risalente agli anni subito successivi all'ultimo re della lista.

### Lista sincronica assiro-babilonese
Sebbene la lista A.117 sia una creazione assira, è probabilmente copia di un più antico documento babilonese, simile ma non identico alla Lista reale A. Le differenze tra la Lista reale A e la Lista sincronica relativamente ai primi re della dinastia cassita suggeriscono la presenza di più versioni circolanti della lista. La lista si conclude con Assurbanipal e Kandalanu.

### Lista reale 14
La Lista reale 14 è un frammento di lista sincronica, diverso dalla Lista sincronica A.117; il documento è importante perché conserva i nomi di alcuni re babilonesi del I millennio a.C. per il resto scarsamente attestati.

### Lista reale di Uruk
Proveniente da scavi effettuati ad Uruk, questa tavoletta è conservata al Museo nazionale iracheno (IM 65066). La lista include re da Kandalanu (647-627) a Dario I di Persia (522-486); segue poi uno iato e la lista prosegue con Dario III (335-331), giù fino a Seleuco II Callinico (246-226).

### Lista reale del periodo ellenistico
Un'altra lista babilonese conservata al British Museum (BM 35603). Inizia con Alessandro Magno e giunge fino ad Antioco IV Epifane (175-164), con la durata dei regni e brevi informazioni sulla morte dei re.

## Egizi
Le Liste reali egizie erano registri fissati sui muri, scritti su papiri o opere di autori classici che elencavano i sovrani d'Egitto. esse non contengono elenchi annuali come per altri popoli, ma le attività dei re, le piene del Nilo o gli anni di regno.  Questo "conteggio degli anni" in combinazione con le liste del re permette agli egittologi di fare una correlazione con la cronologia e gli eventi storici. Tuttavia, ci sono ancora molte incertezze: le liste si contraddicono in molti dettagli, alcuni faraoni sembrano aver avuto regni sovrapposti, mentre altri sono nascosti o cancellati dagli annali, come Akhenaton, Hatshepsut o gli odiati re Hyksos.

## Purāṇa
I Purāṇa sono un gruppo di testi sacri dell'induismo e dello jainismo che trattano dei miti, di leggende, di racconti tradizionali e le storie dei re. I primi elenchi genealogici di sovrani contenuti nei Purāṇa datano dal III secolo d.C al X secolo.

## Cinesi
Nelle Ventiquattro Storie, un insieme di classici della storiografia cinese che coprono il periodo storico dal 3000 a.C. alla dinastia Ming, includendo leggende, informazioni di ordine economico, sull'arte, la scienza, la storia militare, la geografia e l'etnografia. Il corpus viene considerato una fonte autorevole sulla storia e sulla cultura cinese.
In particolare, le Ventiquattro Storie contengono le biografie dei sovrani e dei personaggi di spicco di ogni dinastia cinese, a iniziare dal mitico Imperatore Giallo, fornendo una cronologia che copre l'intera storia cinese.
Siccome le cronache che fanno parte delle Ventiquattro Storie furono generalmente scritte nel corso della dinastia successiva a quella descritta, le informazioni riportate sono fortemente influenzate dal punto di vista dei successori di una dinastia. Così può avvenire come per gli eventi svoltisi durante la sovranità mongola sulla Cina della dinastia Yuan, messi in cattiva luce negli annali redatti dai loro successori, i Ming.